# Galeria Príncep Willem V
La Galeria Príncep Willem V (Galerij Prins Willem V) és una galeria d'art del Buitenhof de la Haia que actualment comparteix entrada amb el museu Gevangenpoort. Es tracta d’una recreació de la galeria original Galerij Prins Willem V, fundada allà per Guillem V d'Orange-Nassau el 1774. Les pintures exposades formen part de la col·lecció de Mauritshuis. Entre les pintures exposades hi ha obres de Peter Paul Rubens, Jan Steen, Paulus Potter i Gerard van Honthorst.

## Història
Tot i que es va construir el 1774, la galeria no ha estat oberta contínuament, sobretot perquè la col·lecció va ser segrestada pels francesos 20 anys després d’obrir-se i van passar 20 anys abans que es recuperessin la majoria de les obres. Mentrestant es va obrir una altra galeria a la propera Huis ten Bosch i sense deixar de banda els esdeveniments, el príncep Guillem va continuar col·leccionant art per a una nova galeria. Després de la recuperació de les obres més importants el 1815, la gran col·lecció es va allotjar el 1822 al Mauritshuis. La ubicació antiga es conservava com a arxiu. No es va reobrir com a galeria d'art fins al 1977.

### Galeria original de 1774
La col·lecció de pintures de la galeria va ser creada per anteriors estadistes dels Països Baixos, membres de la Casa d'Orange-Nassau. El príncep Guillem V va heretar la col·lecció familiar quan només tenia quatre anys, després de la mort del seu pare. En aquella època les pintures estaven repartides per diverses de les seves residències. El príncep es va interessar especialment per les pintures i va fer la seva primera compra quan tenia quinze anys. De vegades adquiria tota una col·lecció, com la col·lecció Govert van Slingelandt el 1768. El 1763 va encarregar al seu pintor de la cort, Tethart Haag, que creés un inventari de la seva extensa col·lecció. Aquest últim també va servir com a conservador de la col·lecció de pintures propietat del Stadhouder i va ser el seu principal assessor en la compra de pintures. El príncep aspirava a ser vist com un igual als grans monarques d’Europa i la possessió d’una gran col·lecció d’art es considerava, en aquell moment, com un element propi d’aquest estatus. Va decidir reunir la seva col·lecció en un lloc, per poder presentar-la als seus hostes. Amb aquest objectiu, va comprar dues cases adjacents a prop de la seva residència a La Haia, on va planejar la construcció d'una galeria d'art per a la seva col·lecció. Durant aquest procés, Tethart Haag va ser el seu assessor principal. La galeria es va construir en conseqüència entre 1773 i 1774, segons els desitjos del príncep i sota la direcció de Tethart Haag. El 1774 es va obrir la galeria i, a més dels convidats del príncep, es va convertir en el primer museu dels Països Baixos on es va permetre la visita al gran públic. El príncep va nomenar Tethart Haag com el primer director de la galeria-museu d'art. El 1795 la col·lecció va ser segrestada pels francesos i allotjada al Louvre com a botí de guerra. Sota un tractat posterior es van recuperar moltes pintures el 1815, però moltes no, com el retrat de Guillem III d'Orange, que ara es troba al Museu de Belles Arts de Lió.

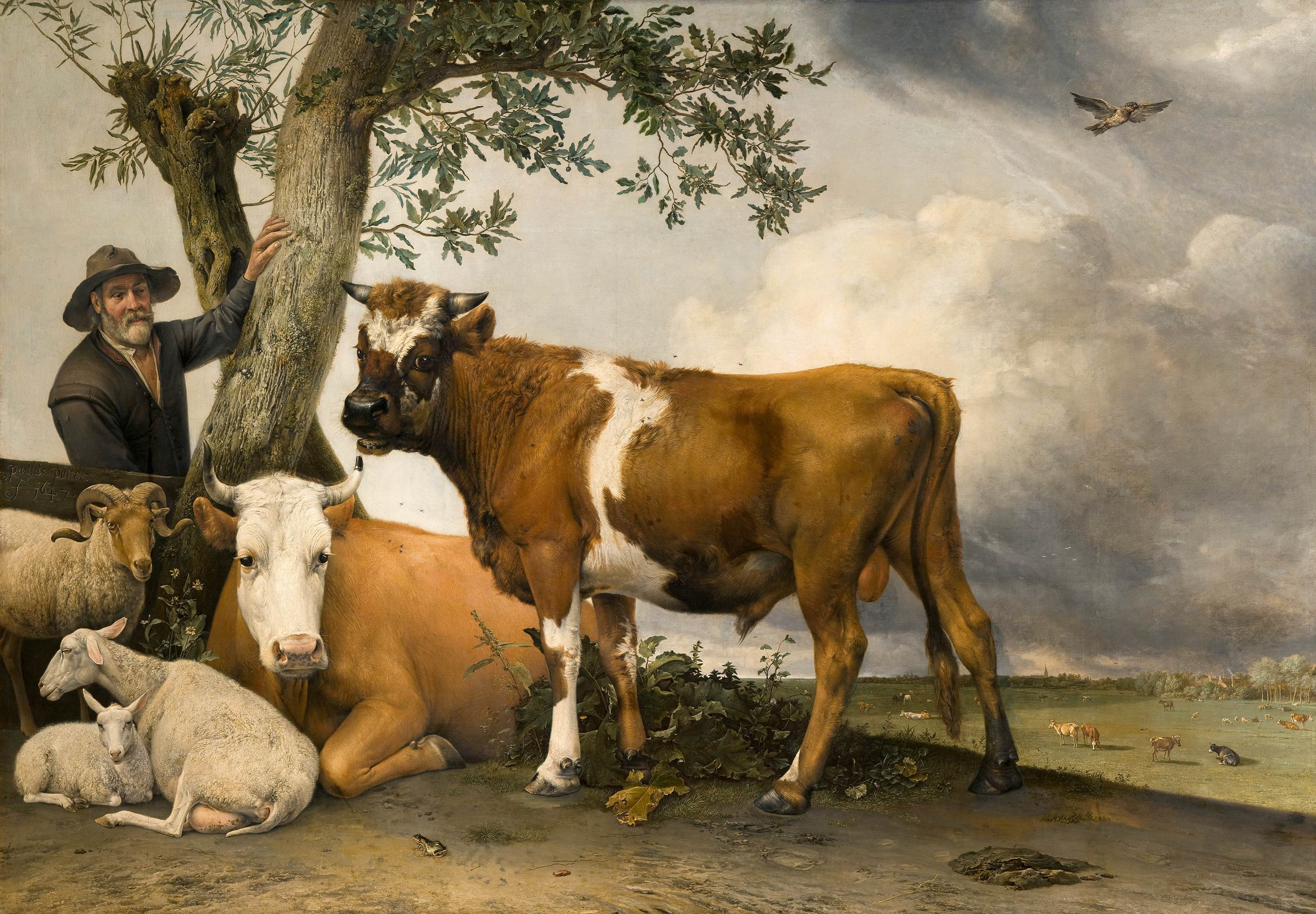
El Brau Jove va ser mostrat en el Louvre per 20 anys entre Raphaels i Titians que van ser agafats d'Itàlia mentre botí de guerra
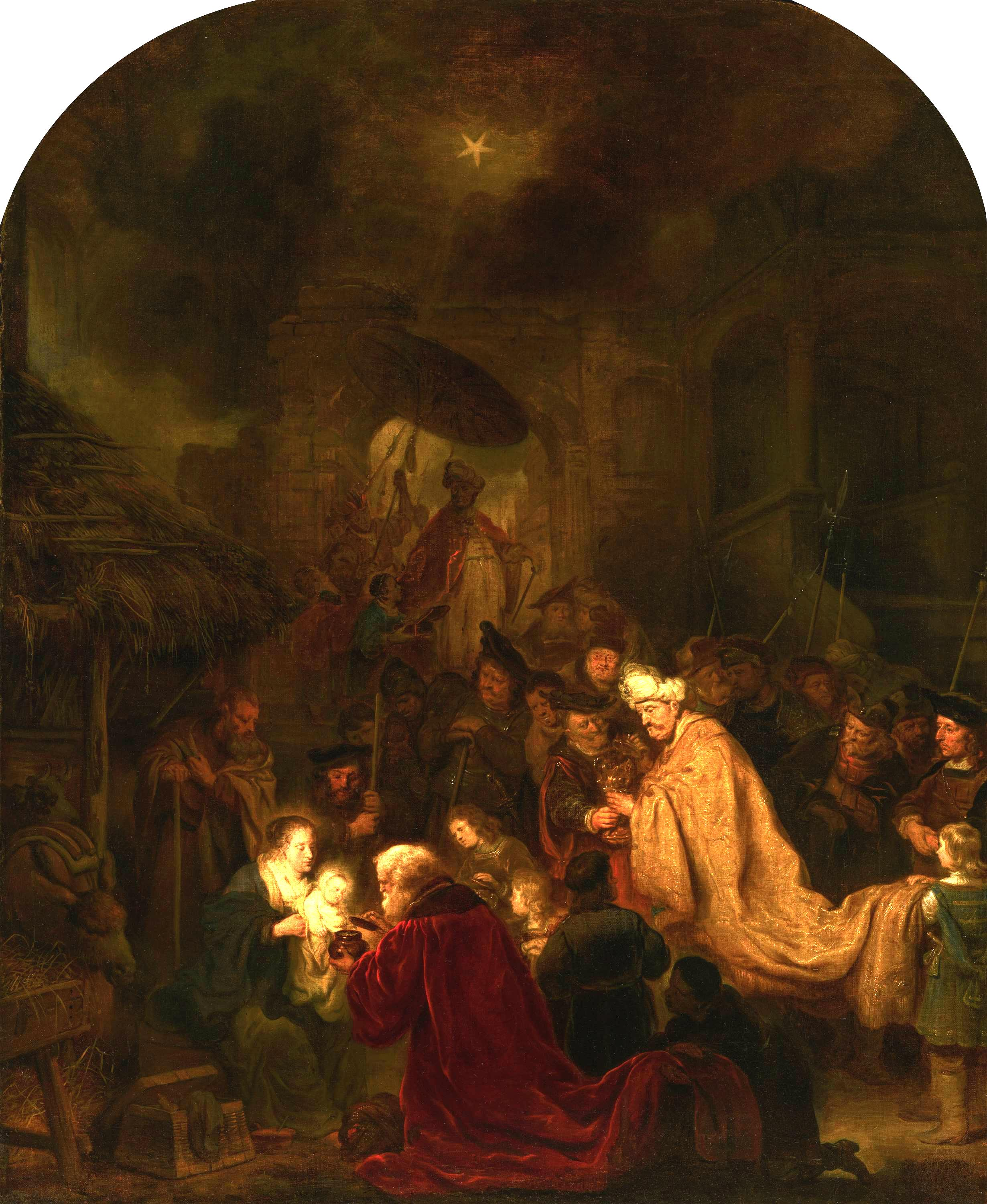
L'Adoració del Mag per Salomon Koninck, era la primera pintura William V, Príncep d'Orange, va afegir a la col·lecció d'existir
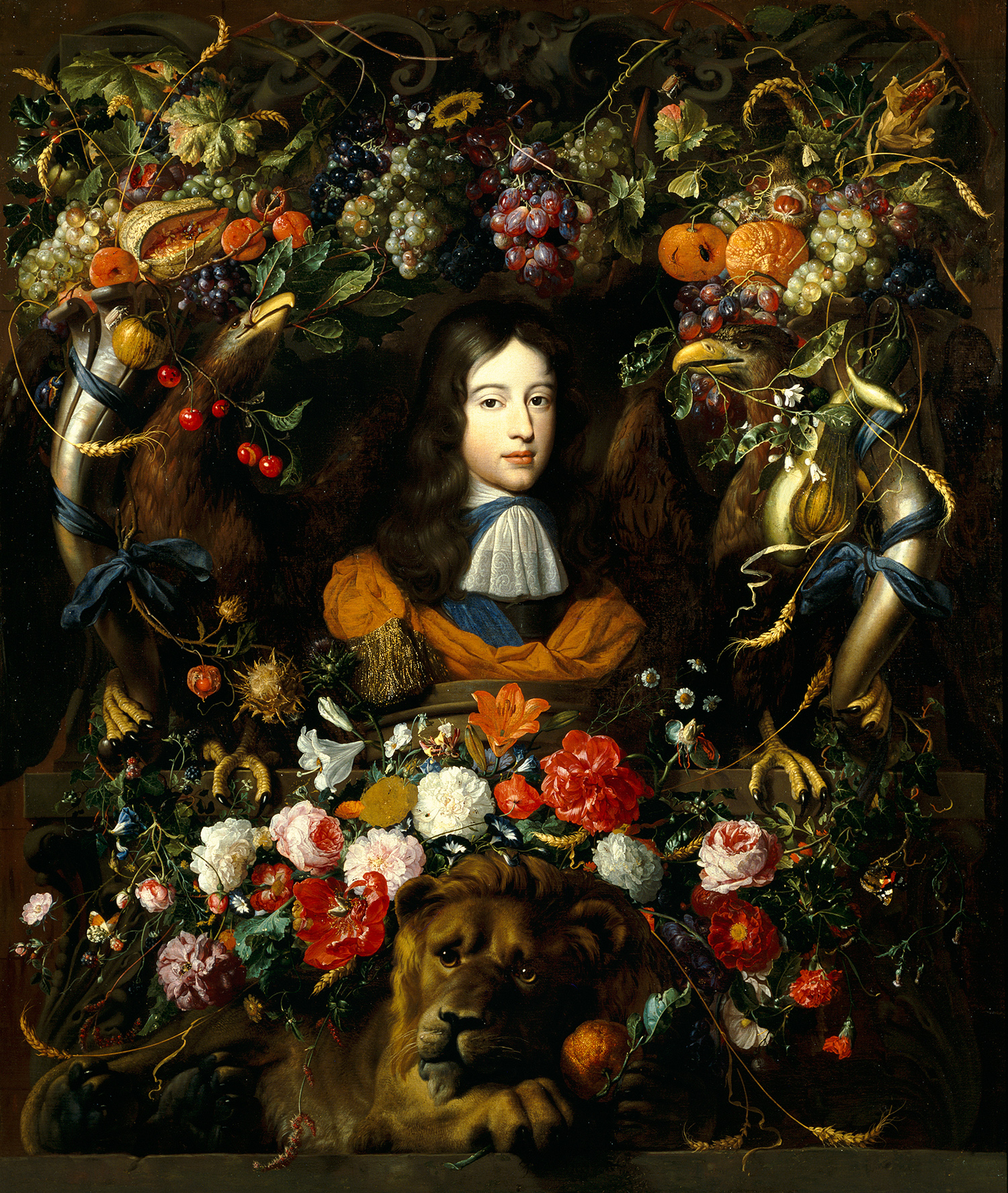
Retrat de William III d'Orange per Jan Davidsz. de Heem, un botí de guerra agafat a França 1795, maig per ser retornat.

Alguns de les obres més notables que van ser segrestades a França i va tornar era:
| Imatge | Títol                                                            | Pintor                                 | Data | Mauritshuis #ID |
| ------ | ---------------------------------------------------------------- | -------------------------------------- | ---- | --------------- |
|        | Retrat de Robert Cheeseman                                       | Hans Holbein el Jove                   | 1533 | 276             |
|        | El Jardí d'Eden amb la Caiguda d'Home                            | Peter Paul Rubens Jan Brueghel el Vell | 1617 | 253             |
|        | El retrat d'Anna Desperta (1605-1669)                            | Anton van Dyck                         | 1628 | 240             |
|        | Appelles Pintura Campaspe                                        | Willem van Haecht                      | 1630 | 266             |
|        | Simeon cançó d'elogi                                             | Rembrandt                              | 1631 | 145             |
|        | Susanna                                                          | Rembrandt                              | 1636 | 147             |
|        | El tiberi dels déus al casament de Peleus i Thetis               | Abraham Bloemaert                      | 1638 | 17              |
|        | Cor del Nieuwe Kerk en Delft amb el tomb de William el Silenciós | Gerard Houckgeest                      | 1651 | 57              |
|        | Allegorical Retrat del Steyn família mentre escena de Diogenes   | Caesar van Everdingen                  | 1652 | 39              |
|        | La mare jove                                                     | Gerrit Dou                             | 1658 | 32              |
|        | Vaixells en un Mar Tranquil                                      | Willem van de Velde el Jove            | 1658 | 200             |
|        | Camperols en una fonda                                           | Adriaen van Ostade                     | 1662 | 128             |
|        | Una Música d'Escriptura de la Dona                               | Gabriel Metsu                          | 1663 | 94              |
|        | Flor vida Quieta amb un rellotge                                 | Willem van Aelst                       | 1663 | 2               |
|        | Escena de platja                                                 | Adriaen van de Velde                   | 1665 | 198             |
|        | Autoretrat 1669                                                  | Rembrandt                              | 1669 | 840             |

## Galeria moderna
Des del 2010, els visitants del museu poden veure la galeria d'art restaurada a la qual es pot accedir a través d'una escala especial que connecta els dos edificis. La col·lecció que es penja aquí és una reconstrucció moderna del gabinet d’art original de 1774 que estava situat al pis de dalt d’una escola d’esgrima. Les pintures, extretes de diverses col·leccions, pengen amuntegades a les parets a l'estil de finals del segle xviii. Es fa un esforç per crear una impressió de la galeria original, en lloc de qualsevol precisió històrica a l’hora de triar quines pintures pengen específicament. Antigues peces destacades de la galeria, com ara Potter's Young Bull, pengen en un altre lloc i la pròpia galeria va experimentar diversos canvis en el format de l'exposició després de la seva reobertura el 1815. Les compres realitzades per substituir les pintures perdudes van fer créixer la col·lecció de manera que el 1822 la col·lecció (llavors anomenada Koninklijk Kabinet van Schilderijen te 's-Gravenhage) va ser traslladada a la Mauritshuis Royal Picture Gallery, que continua sent el propietari formal de les pintures exposades. La ubicació es va utilitzar com a arxiu fins que es va reobrir el 1977, però va tornar a tancar-se ja que va ser objecte de restauració el 1993-1994 i el 2009.

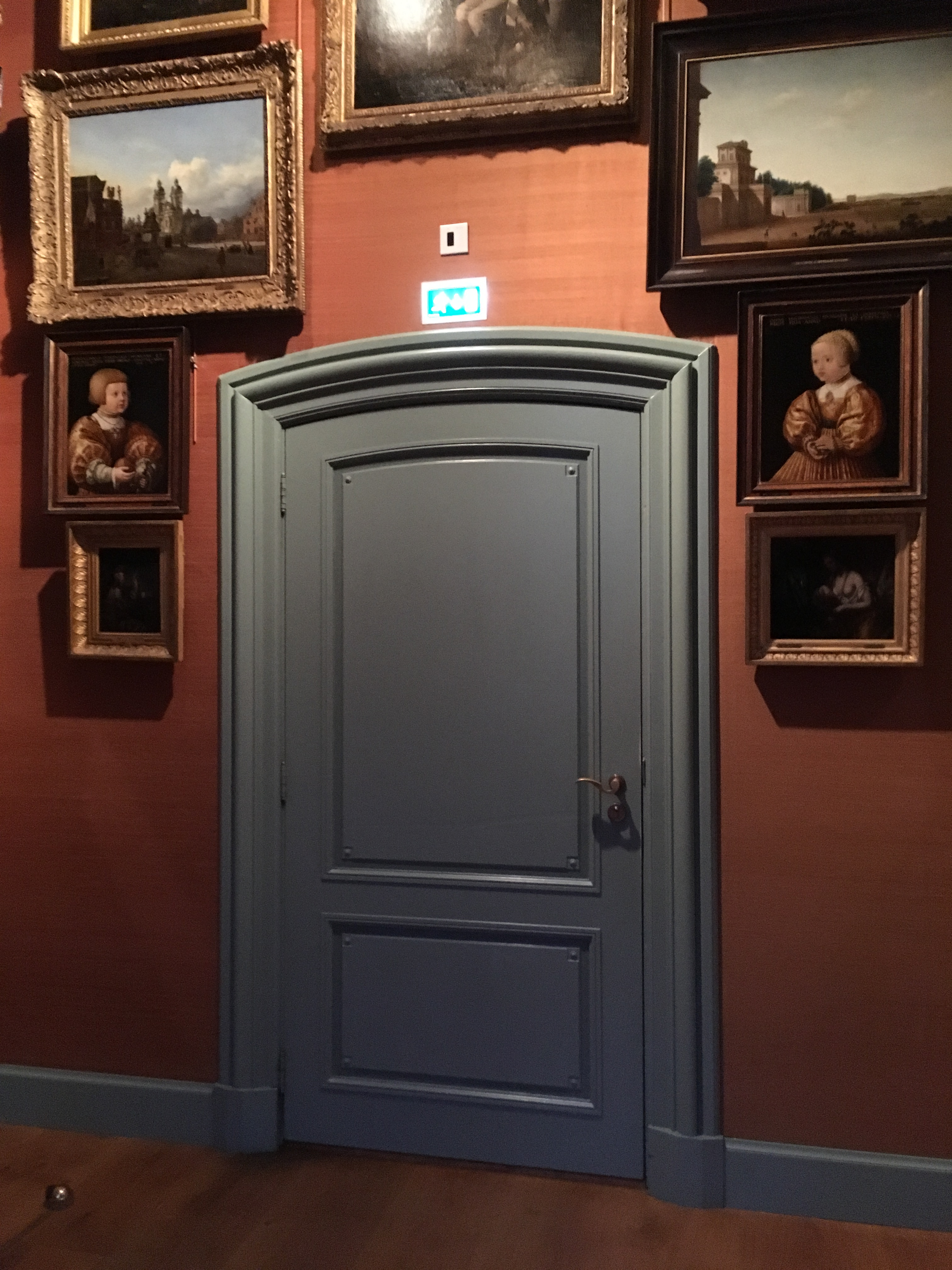
Entrada a través de l'avantsala
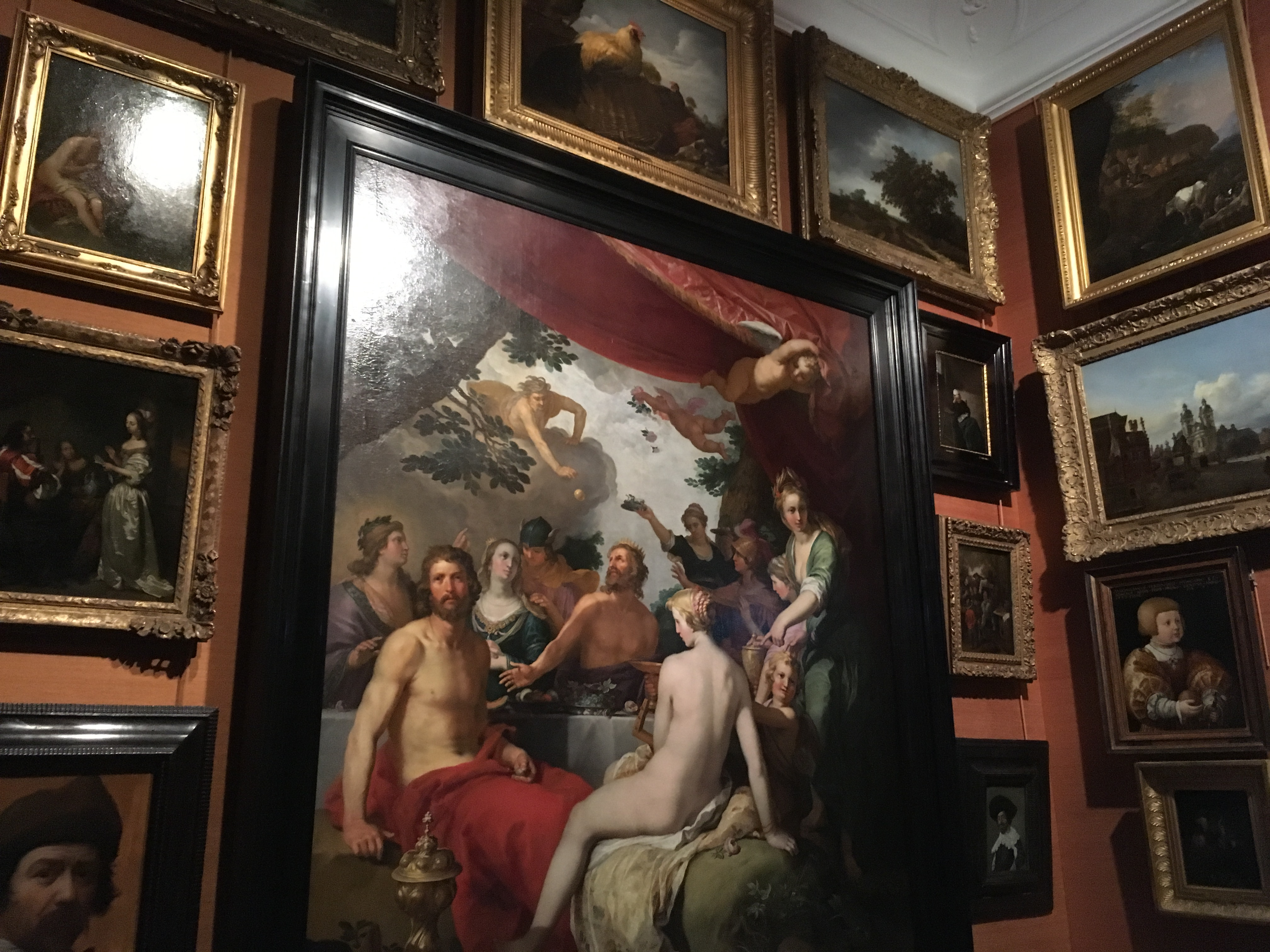
Pantalla d'estil del segle xviii de pintures
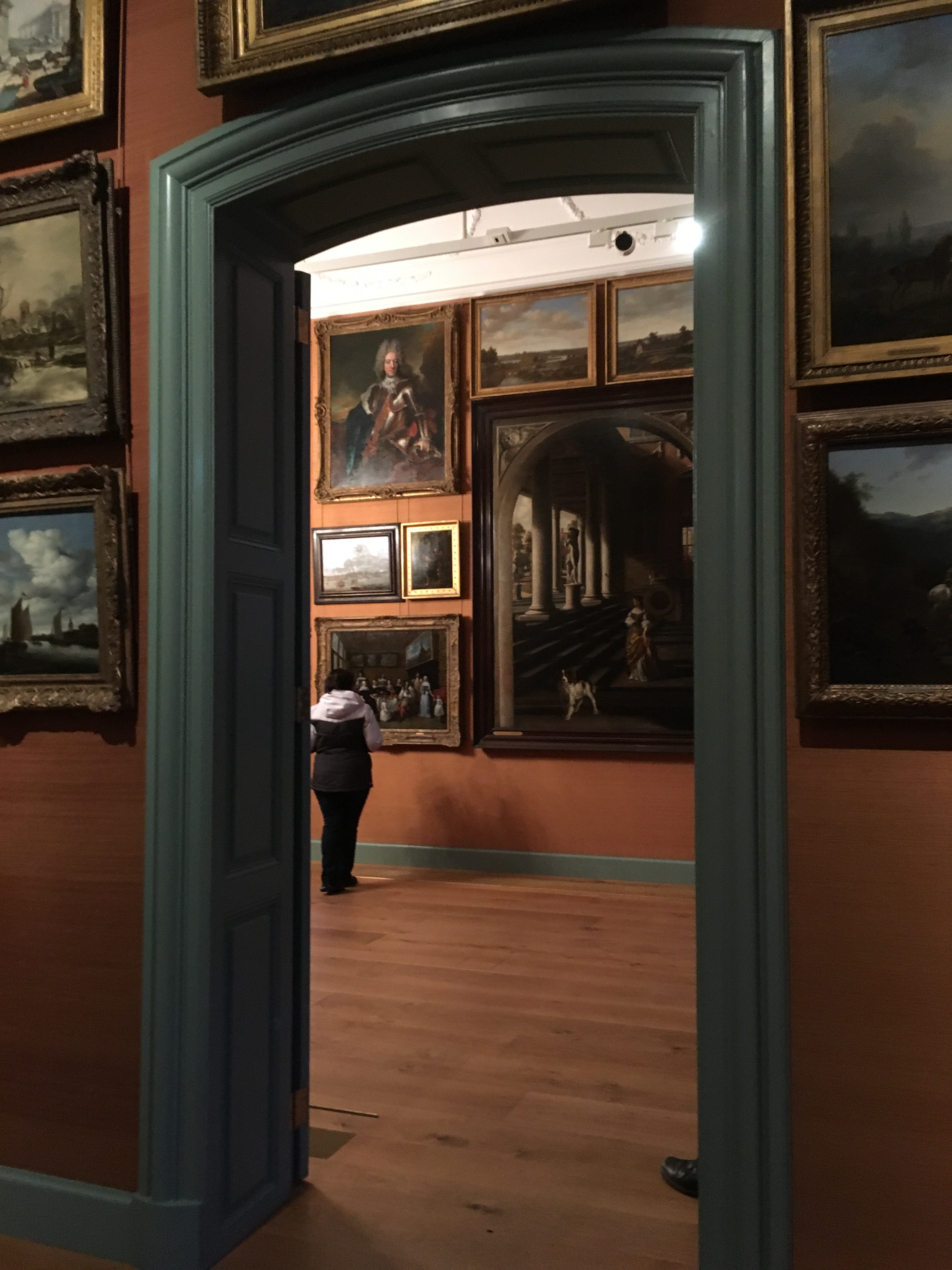
Entrada a la sala de galeria
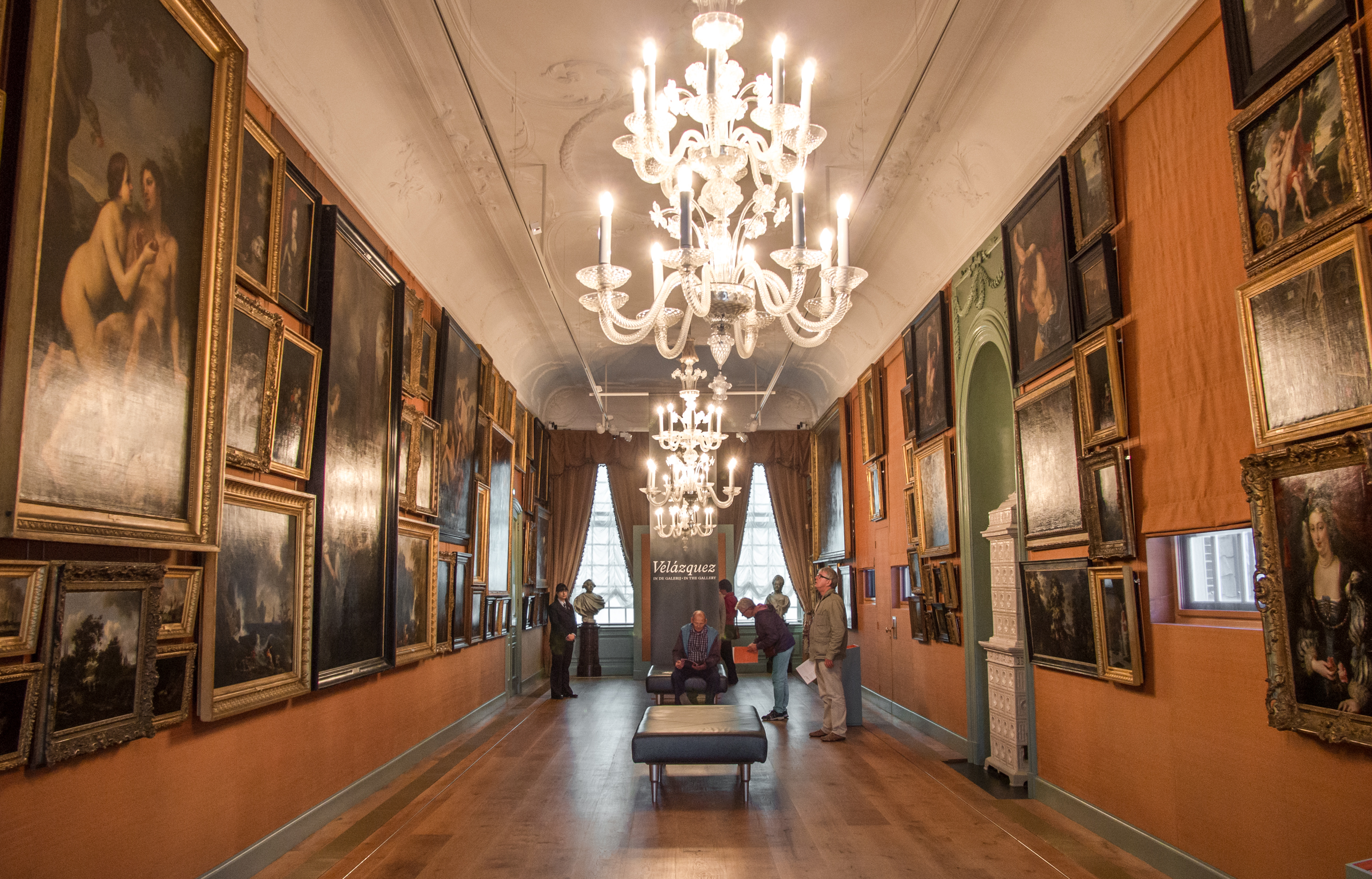
Interior de la sala de galeria
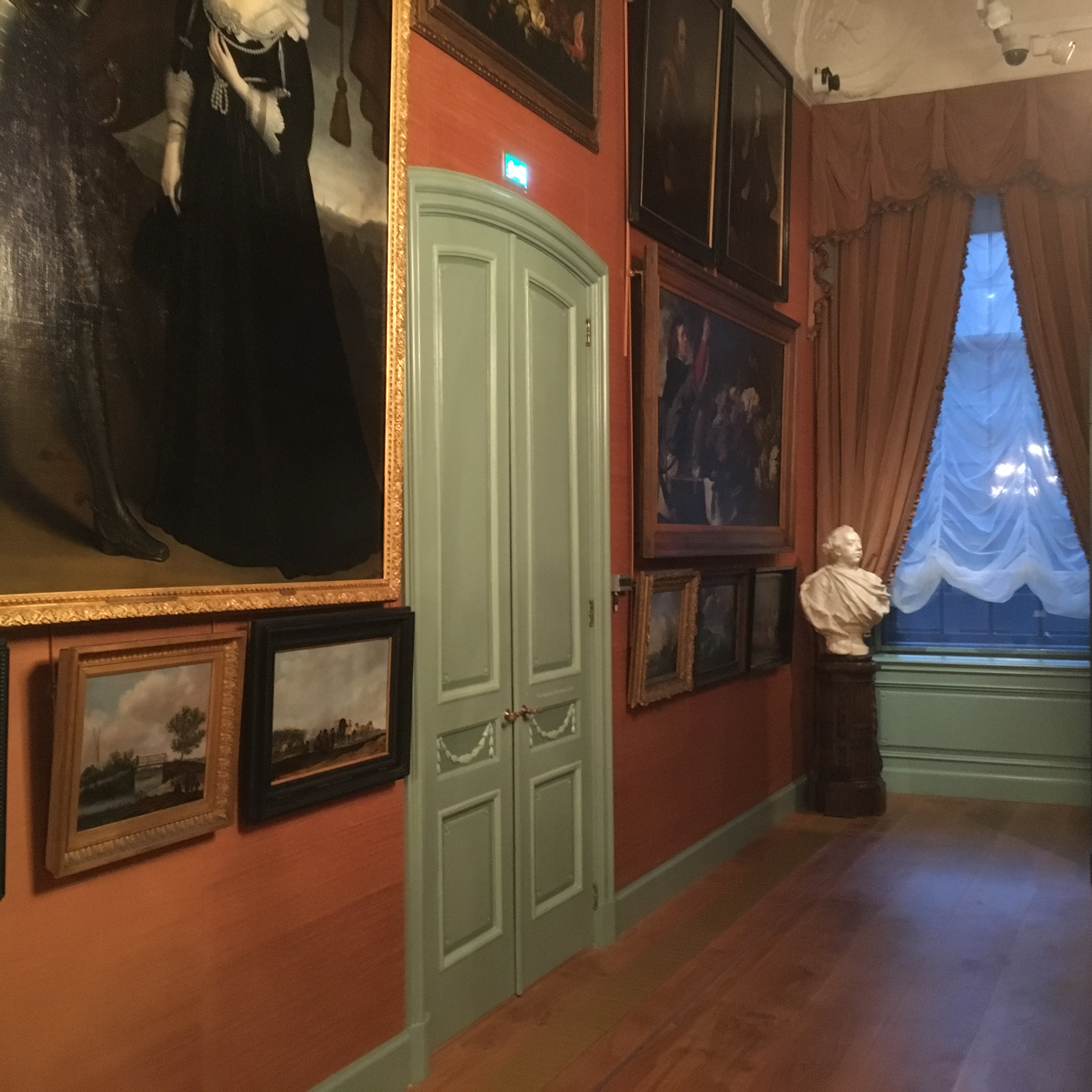
Dins la sala de galeria, amb bust de William V, Príncep d'Orange